# Andreja Katič
Pour les articles homonymes, voir Katić.
Andreja Katič, née le 22 décembre 1969 à Slovenj Gradec, est une femme d'État slovène membre des Sociaux-démocrates (SD).
De 2018 à 2020, elle est ministre de la Justice. Elle retrouve son poste en 2024.

## Biographie

### Formation et vie professionnelle
Elle étudie le droit à l'université de Maribor, où elle obtient en 1996 un Bachelor of Laws. Elle devient ensuite fonctionnaire municipale.

### Parcours politique
Elle est élue députée à l'Assemblée nationale au cours des élections législatives anticipées du 13 août 2014, puis devient vice-présidente de l'Assemblée.
Le 13 mai 2015, Andreja Katič est nommée ministre de la Défense dans le gouvernement de coalition du centriste Miro Cerar. À la formation du gouvernement de coalition de centre gauche de Marjan Šarec, elle devient le 13 septembre 2018 ministre de la Justice. Elle retrouve ce poste en 2024 dans le gouvernement Golob.